# Centre d'exposition et de ressources sur l'éducation pour la santé

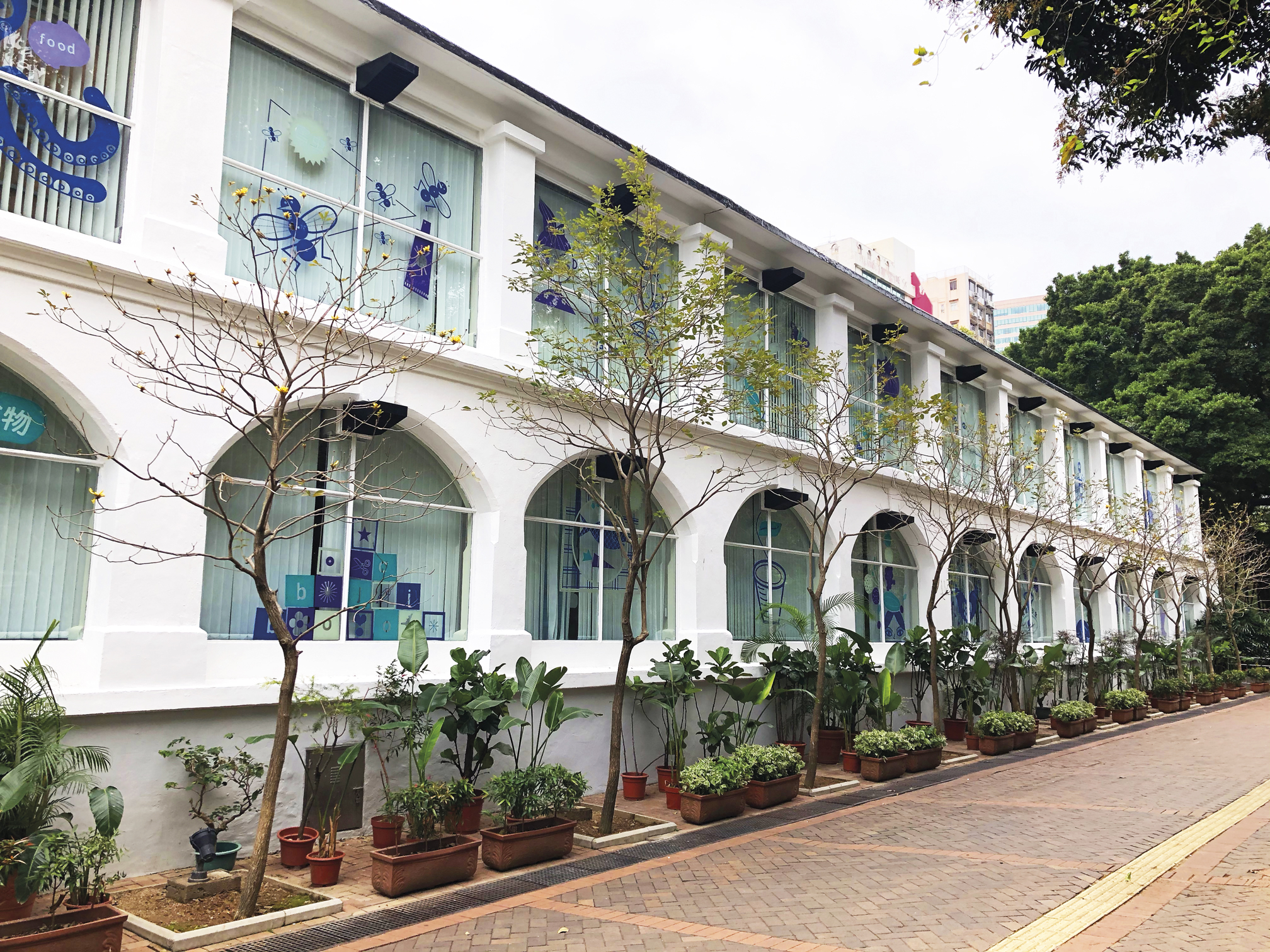
Ancien bloc de la caserne Whitfield.

Le centre d'exposition et de ressources sur l'éducation pour la santé (衛生教育展覽及資料中心, Health Education Exhibition and Resource Centre) est situé à Hong Kong dans le parc de Kowloon depuis 1997. Il est administré par le département de l'hygiène alimentaire et environnementale (en) du gouvernement de Hong Kong.

## Histoire
Le centre est hébergé dans un bâtiment historique de rang I (bloc S4 de l'ancienne caserne Whitfield) dans le parc de Kowloon. En septembre 1993, l'ancien conseil urbain approuve la proposition d'utiliser le bâtiment pour accueillir le centre.

## Plan d'étage
Le centre comprend un espace d'exposition sur deux étages et un jardin d'éducation pour la santé en plein air.
L'exposition au rez-de-chaussée présente les informations générales du département de l'hygiène alimentaire et environnementale (en) puis se concentre sur divers aspects de l'hygiène alimentaire et environnementale tels que les aliments à haut risque, génétiquement modifiés et les additifs alimentaires. Les sujets sont expliqués en détail à travers des jeux informatiques, des vidéos et des photos, etc.
La salle de conférence du rez-de-chaussée organise régulièrement des séminaires et les visiteurs peuvent également se promener dans le jardin d'éducation sanitaire tout en parcourant l'histoire et le développement de la campagne Keep Hong Kong Clean. Il y a aussi une boutique de souvenirs au rez-de-chaussée.
Le premier étage accueille des expositions temporaires au centre du hall et des expositions permanentes sur l'hygiène du milieu, l'hygiène de la cuisine, les toilettes publiques et la lutte antiparasitaire.
Un centre de ressources supplémentaires est situé au deuxième étage et dispose d'une collection de plus de 6 000 publications, d'une salle de lecture et d'une petite salle de conférence. Il est équipé d'une grande diversité de livres et de matériel audiovisuel.

## Contenu de l'exposition
Une exposition permanente sur le thème Sécurité Alimentaire, Hygiène Environnementale et Vous est organisée au centre. Il dispose d'installations d'exposition de classe mondiale avec l'utilisation de technologies de présentation multimédia avancées.
Dans les halls d'exposition, le public peut en apprendre plus sur les questions d'hygiène alimentaire et environnementale, notamment :
- Au rez-de-chaussée

1. Une brève introduction du département de l'hygiène alimentaire et environnementale
2. Centre pour la sécurité alimentaire
3. Additifs alimentaires
4. Étiquetage des aliments
5. Aliments génétiquement modifiés
6. Aliments à haut risque
7. Plan de sécurité alimentaire (basé sur le HACCP)

- Au premier étage

1. Our Notre marché public
2. Expositions spéciales
3. Keep Hong Kong Clean
4. Hygiène environnementale
5. Lutte antiparasitaire
6. Hygiène de la cuisine
7. Principales caractéristiques des toilettes publiques
8. Services des cimetières et des crématoires

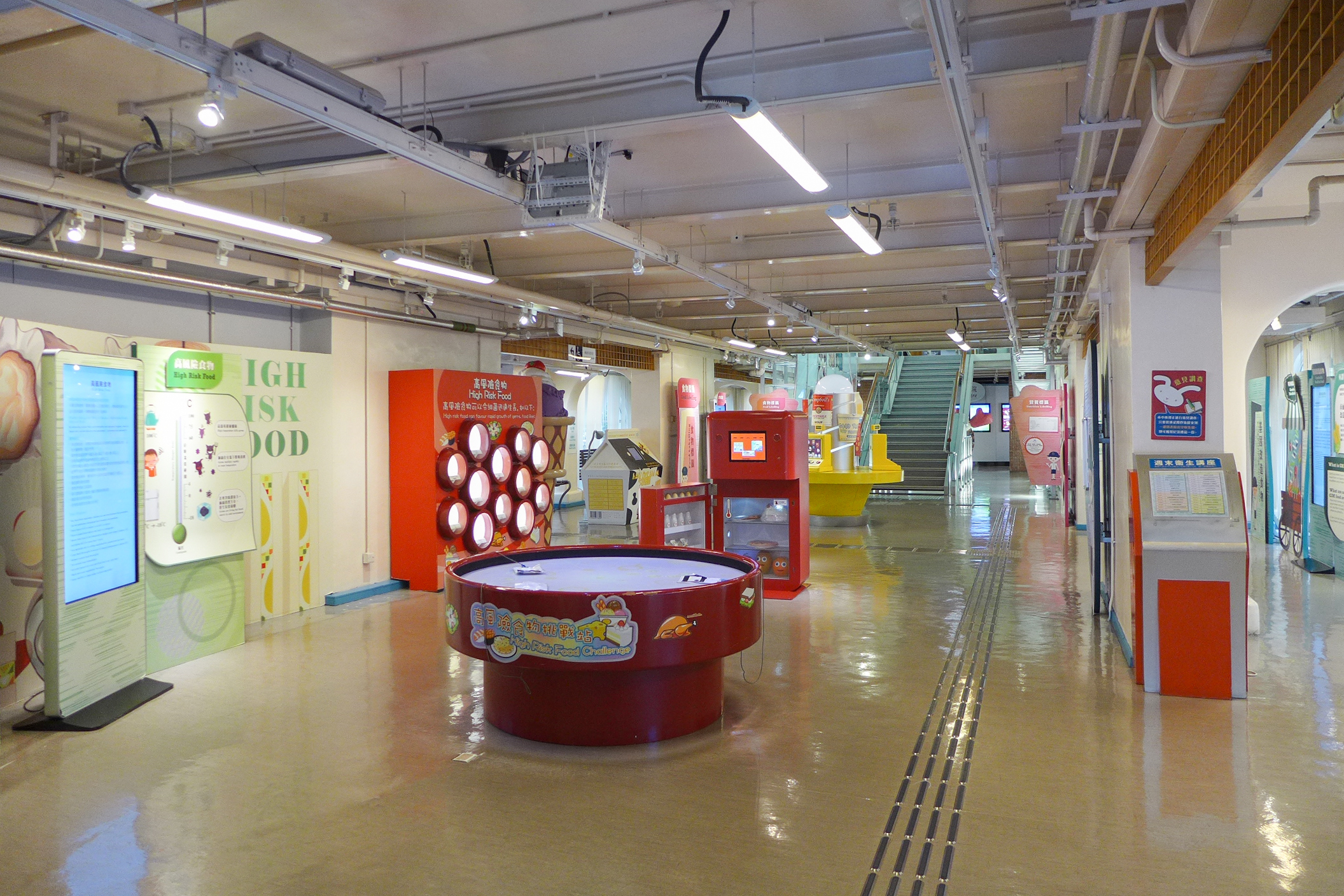
Intérieur du centre d'exposition et de ressources (2017)
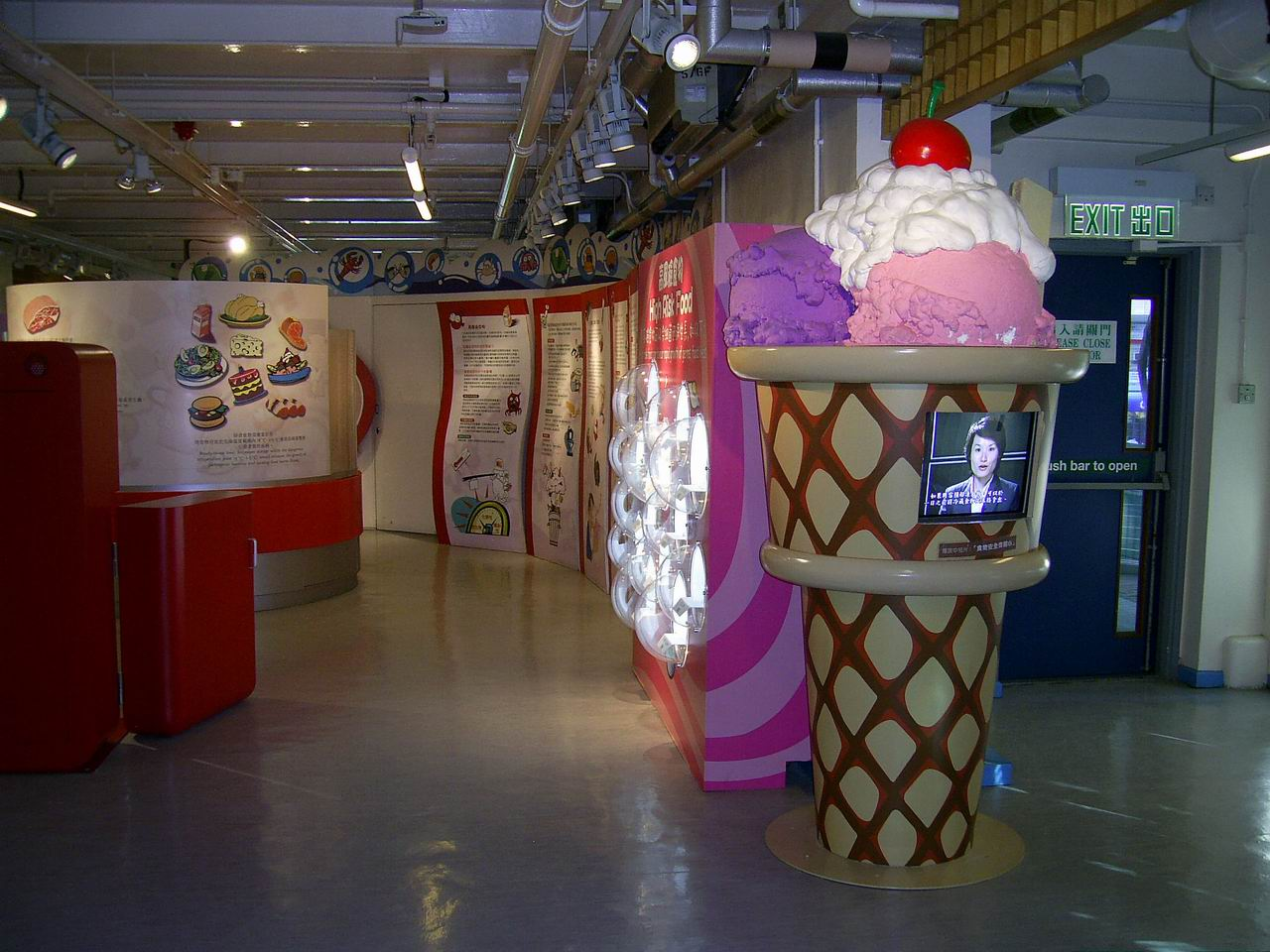
Salle des aliments à haut risque (2008)
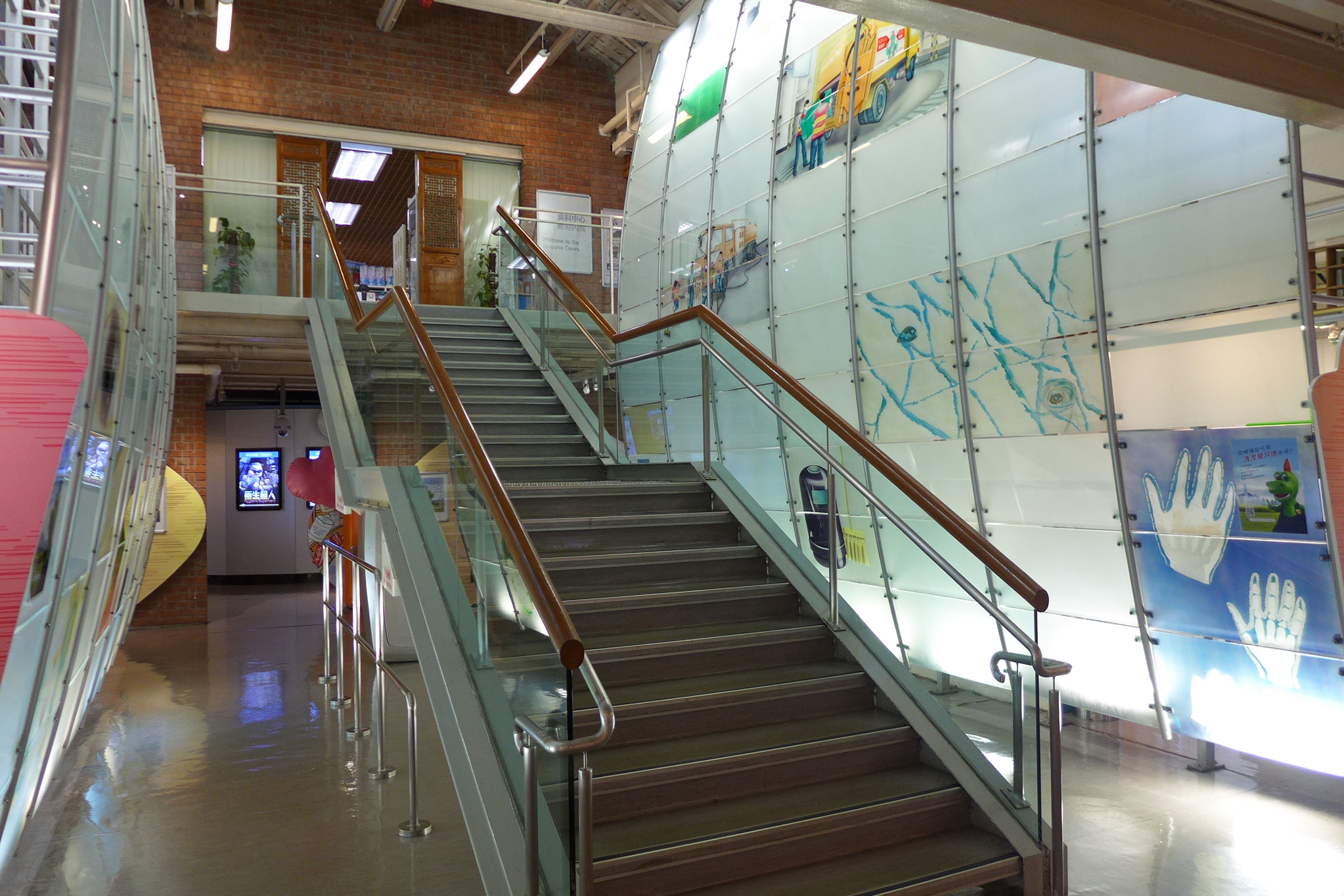
Escaliers
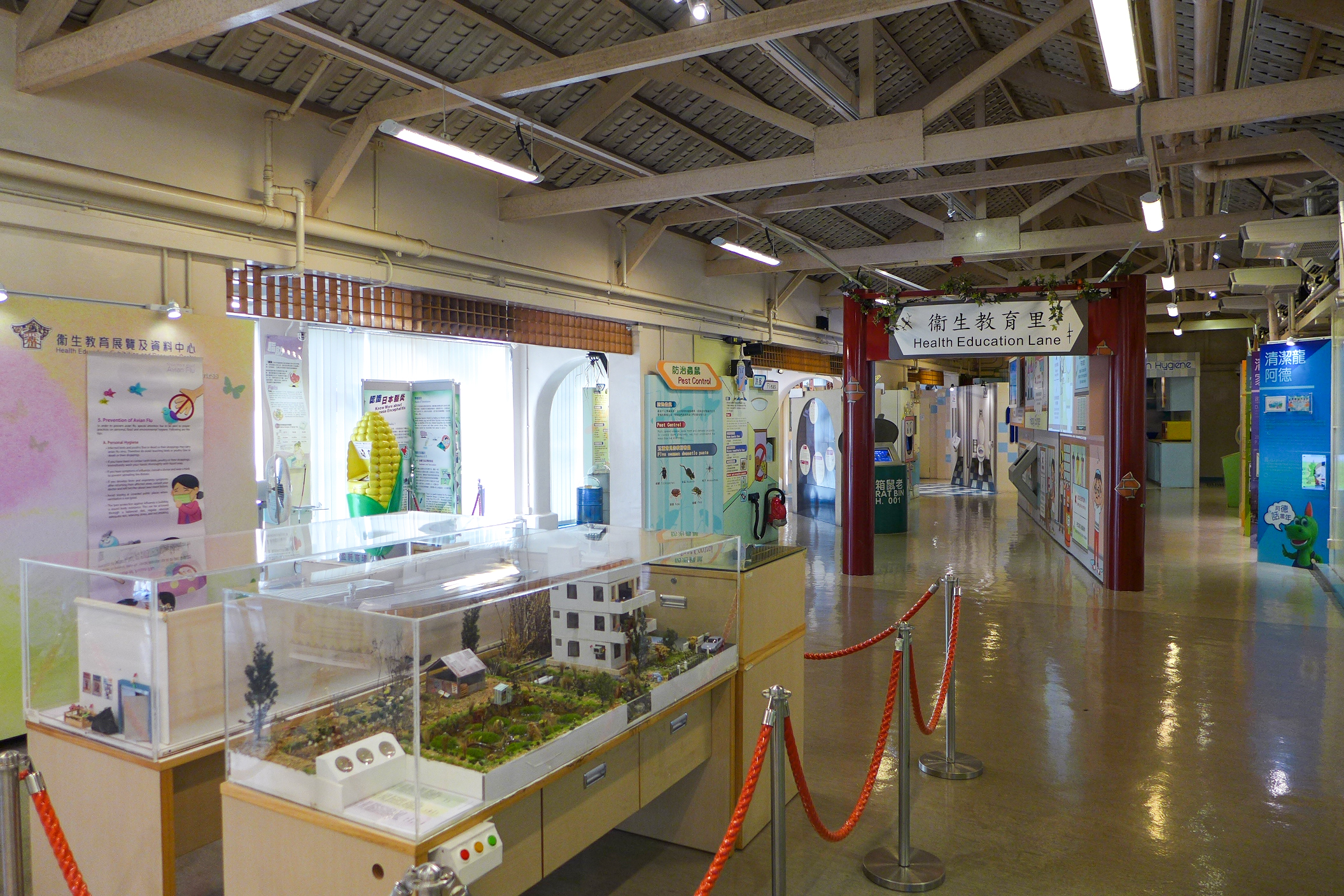
Éducation pour la santé (2017)
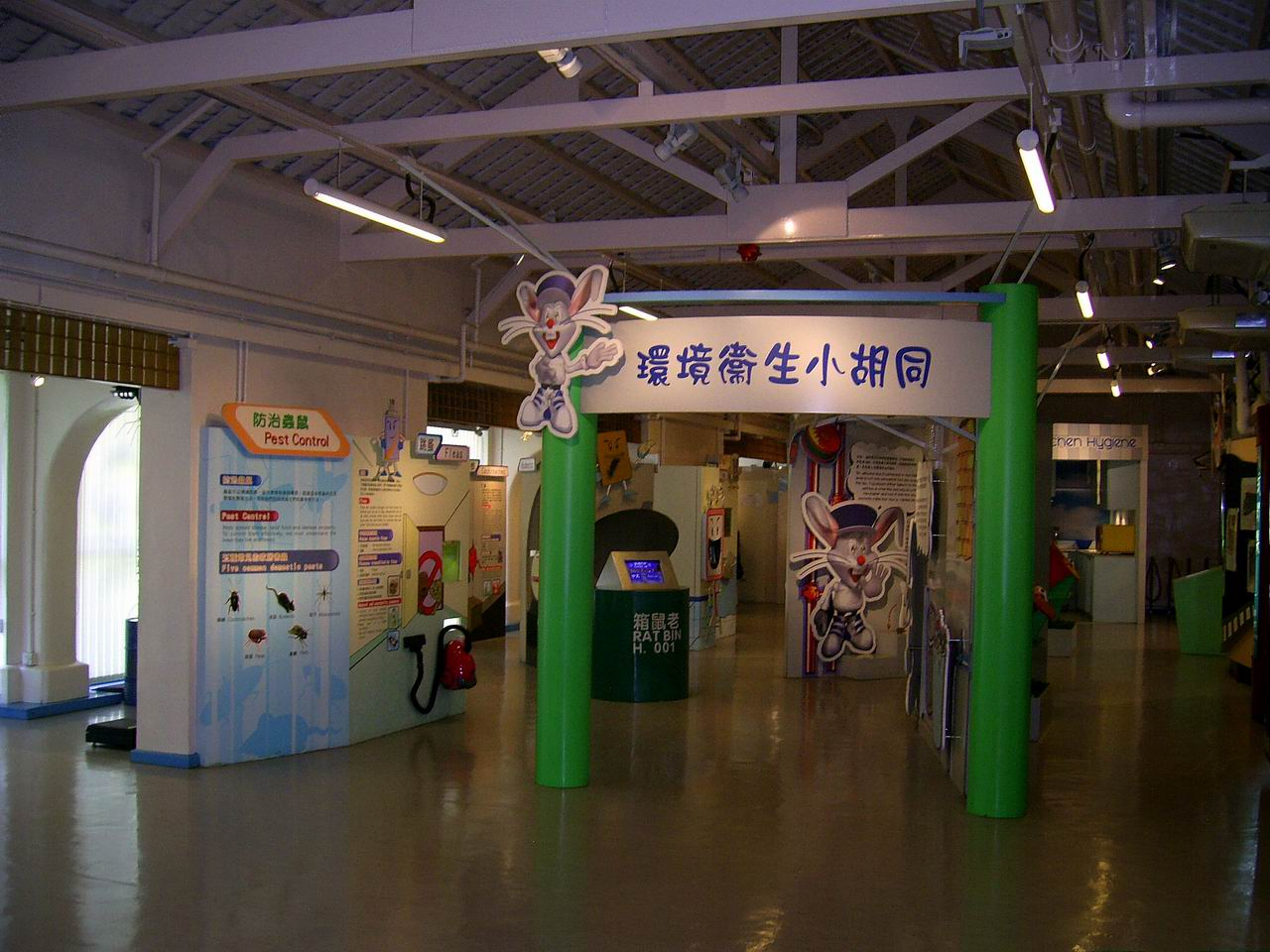
Salle d'hygiène environnementale (2008)

- Au centre de ressources sont disponibles des informations spécialisées sur des sujets d'éducation pour la santé, d'hygiène alimentaire et environnementale. Outre une riche collection de livres et de périodiques, il existe également des programmes enregistrés sur vidéo, des CD-ROM et des mallettes pédagogiques. Des installations de soutien complètes sont fournies pour le confort de visualisation et d'étude.
- Dans la salle de conférence, il est possible d'assister à des séminaires réguliers sur des sujets divers.
- Dans le jardin d'éducation pour la santé en plein air, il est possible de faire une promenade et de visiter des expositions.

## Activités
Le centre organise des programmes parascolaires tels que des visites d'écoles et de groupes, un programme de bénévolat et un programme d'adhésion aux équipes de santé.